# Rijnsburgse Boys
Rijnsburgse Boys is een voetbalclub uit Rijnsburg (gemeente Katwijk), in de Nederlandse provincie Zuid-Holland. Het is een van de succesvollere clubs in het Nederlandse amateurvoetbal. Het eerste elftal komt uit in de Tweede divisie (seizoen 2023/24). De clubkleuren zijn geel met zwart. Enkele malen verraste de club in de KNVB beker: in 2007 werd Fortuna Sittard verslagen,  in 2008 plaatste de club zich voor de derde ronde na te hebben gewonnen van RBC Roosendaal, en op 30 oktober 2024 wist het zelfs met 3-1 te winnen van KKD club Roda JC waardoor Rijnsburg doorging naar de volgende ronde in de KNVB beker.

## Historie
De Rijnsburgse Boys zijn opgericht op 24 maart 1930. Tussen de oprichting in 1930 en de verhuizing naar Sportpark Middelmors aan de Noordwijkerweg in augustus 1957 heeft Rijnsburgse Boys op diverse plaatsen binnen het dorp Rijnsburg gevoetbald. Thuisbasis voor de club is Sportpark Middelmors waar sinds het seizoen 1957/1958 wordt gespeeld. In het seizoen 2005-2006 en 2006-2007 is Rijnsburgse Boys afdelingskampioen geworden in de Zaterdag Hoofdklasse A. Ook in het seizoen 2008/2009 werden de Rijnsburgers kampioen van de Zaterdag Hoofdklasse A. In 2008 pakte Rijnsburgse Boys de KNVB beker voor amateurs. Ook klopte ze in 2007 Fortuna Sittard in de KNVB beker. In 2008 won de club opnieuw in de KNVB beker van een profclub, toen op 23 september van RBC Roosendaal werd gewonnen.
In het seizoen 2015/2016 wist de club zich in een beslissingswedstrijd tegen GVVV niet te plaatsen voor de nieuw gevormde Tweede Divisie, waardoor de club in het seizoen 2016/2017 instroomde in de Derde Divisie Zaterdag. Na in de reguliere competitie een periodetitel te hebben gepakt, wonnen de Rijnsburgers in een tweeluik tegen RKVV Westlandia, waarna ook SV Spakenburg werd uitgeschakeld in de play-offs. Na een seizoen niet meer aanwezig te zijn geweest in de hoogste amateurdivisie, promoveerde Rijnsburgse Boys via de play-offs naar de Tweede Divisie.
Door de successen in het Nederlandse amateurvoetbal is begin jaren 80 door het clubbestuur overwogen de overstap te gaan wagen naar beroepsvoetbal, maar een initiatief daartoe bleef desalniettemin uit. In 1990 verloor het Nederlands elftal met de toenmalige coach Leo Beenhakker een oefenwedstrijd tegen de amateurvoetballers van Rijsburgse Boys.
De club speelde altijd al op zaterdag en tekende het convenant dat opgesteld was tussen de KNVB en de Belangenvereniging Zaterdagvoetbal (BZV) om te kunnen garanderen dat wedstrijden op zaterdag gespeeld kunnen worden.

## Selectie & Staf
| Nr.           | Naam                 | Nationaliteit | Contract | Vorige Club       |
| ------------- | -------------------- | ------------- | -------- | ----------------- |
| Doelmannen    |                      |               |          |                   |
| 1             | Wesley Zonneveld     | Nederland     | 2026     | SVV Scheveningen  |
| 48            | Salah-Eddine Madani  | Nederland     | -        | ASC Waterwijk     |
| 99            | Moreno Zwarteveld    | Nederland     | 2026     | TOGB              |
| Verdedigers   |                      |               |          |                   |
| 2             | Thomas van Haaften   | Nederland     | 2026     | HV Quick          |
| 3             | Mitchell Zwart       | Nederland     | 2026     | USV Hercules      |
| 4             | Daan Walraven        | Nederland     | 2026     | Ter Leede         |
| 5             | Rob Zandbergen       | Nederland     | 2026     | VVSB              |
| 6             | Bram Ros             | Nederland     | 2027     | HBS               |
| 15            | Jesse Buurmeester    | Nederland     | 2026     | Jong FC Volendam  |
| 25            | Thibo Agyeman        | Nederland     | 2026     | Almere City       |
| 32            | Nick De Haas         | Nederland     | -        | Eigen Jeugd       |
| Middenvelders |                      |               |          |                   |
| 8             | Nino Klaver          | Nederland     | 2027     | RKVV DEM          |
| 10            | Jeroen Spruijt       | Nederland     | 2026     | RKVV Westlandia   |
| 12            | Tom Overtoom         | Nederland     | 2026     | SC Telstar        |
| 17            | Johan De Haas        | Nederland     | 2026     | Eigen Jeugd       |
| 21            | Jurre De Jong        | Nederland     | -        | Eigen Jeugd       |
| 22            | Joël Tillema         | Nederland     | 2026     | AFC               |
| 26            | Jord Van Nobelen     | Nederland     | -        | Eigen Jeugd       |
| 30            | Steff Van Rooijen    | Nederland     | 2026     | USV Hercules      |
| 34            | Younes Tufi          | Nederland     | 2026     | USV Hercules      |
| Aanvallers    |                      |               |          |                   |
| 7             | Ilias Kariouh        | Nederland     | 2026     | HBS               |
| 9             | Mark Van Der Weijden | Nederland     | 2026     | Sparta Nijkerk    |
| 11            | Azeddine Sout        | Nederland     | 2026     | RKAV Volendam     |
| 19            | Ruben Kiers          | Nederland     | 2026     | VV Katwijk        |
| 23            | Manuel Francisco     | Nederland     | 2026     | HBS               |
| 33            | Ezechiël Fiemawhle   | Nederland     | 2026     | Villena CF        |
| 77            | João Simões          | Portugal      | 2026     | FC Differdange 03 |

| Naam               | Nationaliteit | Functie             |
| ------------------ | ------------- | ------------------- |
| René van der Kooij | Nederland     | Hoofdtrainer        |
| Hein Leliveld      | Nederland     | Assistent-trainer   |
| Joram Melis        | Nederland     | Assistent-trainer   |
| Lukas Van Rijswijk | Nederland     | Performancetrainer  |
| Tim Orlowski       | Nederland     | Keeperstrainer      |
| Henk-Jan Den Haan  | Nederland     | Hoofd Medische Staf |
| Bas Heemskerk      | Nederland     | Fysiotherapeut      |
| Henk Bakker        | Nederland     | Verzorger           |
| Kees Koemans       | Nederland     | Materiaalman        |
| Anton Wijsman      | Nederland     | Wedstrijdanalist    |
| Jaco Heemskerk     | Nederland     | Teammanager         |
| Rivelino Fernandes | Nederland     | Videoanalist        |

## Erelijst
Algemeen zaterdagkampioenschap
Kampioen in 1990, 2009
Hoofdklasse
Kampioen in 1984, 1990 (B), 2006, 2007, 2009 (A)
KNVB beker voor amateurs
Winnaar in 2008
Districtsbeker West II
Winnaar in 1987, 2006, 2008

## Competitieresultaten 1944–heden
| 2 4B |

|  |

| 2 4D |

| 5 |

| 5 |

| 6 |

| 8 3A |

| 6 3A |

| 3 3A |

| 5 3A |

| 3 3A |

| 7 3A |

| 10 3A |

| 4 3A |

| 4 3A |

| 2 3A |

| 1 3A |

| 8 |

| 6 |

| 12 2A |

| 2 3B |

| 8 2A |

| 7 2B |

| 7 2B |

| 7 2A |

| 9 2A |

| 7 2A |

| 7 2A |

| 6 2A |

| 12 2B |

| 9 3A |

| 8 3A |

| 1 3A |

| 4 2A |

| 2 2B |

| 1 2B |

| 8 1B |

| 6 1A |

| 9 1A |

| 3 1A |

| 1 1B |

| 9 1A |

| 4 1B |

| 4 1A |

| 2 1A |

| 2 1A |

| 1 1B |

| 6 1A |

| 8 1A |

| 12 1A |

| 4 1A |

| 13 1A |

| 2 2B |

| 10 A |

| 6 A |

| 4 A |

| 3 A |

| 9 A |

| 6 A |

| 6 A |

| 4 A |

| 4 B |

| 1 A |

| 1 A |

| 2 A |

| 1 A |

| 3 A |

| 3 |

| 2 |

| 5 |

| 5 |

| 7 |

| 8 |

| 3 |

| 5 |

| 13 |

| -- |

| -- |

| 4 |

| 2 |

| 13 |

| 2 |

| Tweede Divisie | Derde Divisie Topklasse | Hoofdklasse | Eerste klasse | Tweede klasse | Derde klasse | Vierde klasse |

In elke staaf van de grafiek staat van boven naar beneden vermeld: 
- Eindnotering

Dit is de positie die de club heeft bereikt in de competitie, zonder eventuele beslissings-, play-off- of nacompetitiewedstrijden die nodig zijn geweest om bijvoorbeeld de kampioen van de competitie te bepalen.
Indien een * achter het getal staat is de notering een tussenstand en kan het zijn dat de notering niet overeenkomt met de uiteindelijke eindstand van de competitie.
Staat er een - dan is het seizoen nog bezig en is er geen definitieve uitslag bekend.
Staat er xx op de positie van de notering, dan heeft de club vroegtijdig de competitie verlaten. Dit kan onder andere komen door terugtrekking van het team, faillissement van de club of door een uitgedeelde straf van de KNVB. In veel gevallen staat elders in het artikel de reden vermeld.
Staat er een ? dan is het resultaat uit het verleden onbekend, en is alleen de competitie of het niveau bekend van dat seizoen.
In de seizoenen 2019/20 en 2020/21 werd wegens de coronacrisis het amateurvoetbal afgebroken. Daardoor kennen deze staven geen eindklassering (middels -- weergegeven).
- Competitieniveau en afdelingsletter of Officiële eindstand Eredivisie
  - Competitieniveau en afdelingsletter

Hierbij geeft het getal het niveau weer, dat ook terug te vinden is in de legenda. De letter is de afdelingsaanduiding en wordt gebruikt wanneer er meer afdelingen zijn op hetzelfde niveau. De afdelingsletter is altijd een hoofdletter en wordt meestal zonder nummer gebruikt.
Voorbeeld: 2F is niveau 2e klasse competitie F.
Het competitieniveau en nummer wordt niet vermeld wanneer er slechts één competitie van dit niveau was.
  - Officiële eindstand Eredivisie (getal staat tussen haakjes vermeld)

Sinds de introductie van play-offwedstrijden voor Europees voetbal na afloop van de reguliere competitie in 2005/06, is de KNVB verplicht een eindstand van de Eredivisie door te geven aan de UEFA aan de hand van deze play-offwedstrijden.
Bij deze eindstand staan clubs die zich hebben gekwalificeerd voor Europees voetbal hoger dan clubs die zich niet wisten te kwalificeren. Indien er geen verschil was tussen de eindnotering en de officiële eindstand, staat dit getal niet vermeld.

- Onderafdeling

Hier staat afgekort de naam van de onderafdeling indien de club in dat jaar in een onderafdeling uitkwam. Tevens staat deze afkorting in de legenda en wordt gelinkt naar het artikel over deze onderafdeling. Deze afkorting wordt alleen vermeld wanneer de club in het verleden in verschillende onderafdelingen heeft gespeeld. Deze vermelding is in de staaf altijd in kleine letters. Deze onderafdelingen zijn na het seizoen 1995/96 afgeschaft. Heeft de club in slechts één onderafdeling gespeeld, dan is dit alleen terug te vinden in de legenda.
Onder de staaf staat het jaartal vermeld waarin het seizoen is afgesloten. 15 verwijst naar het seizoen 2014/15 of eventueel het seizoen 1914/15.
Wanneer een staaf leeg is, zijn deze gegevens niet bekend. Het kan ook zijn dat de club dat seizoen niet heeft meegespeeld op het hogere amateurniveau, vroegtijdig de competitie heeft verlaten of uit de competitie is gezet.

In het seizoen 1944/45 was er wegens de Tweede Wereldoorlog geen regulier competitievoetbal.
2019/20: Dit seizoen werd na 24 speelrondes stopgezet vanwege de uitbraak van het COVID-19-virus. Er werd voor dit seizoen geen eindstand vastgesteld.
2020/21: Dit seizoen werd na 6 speelrondes stopgezet vanwege de uitbraak van het COVID-19-virus. Er werd voor dit seizoen geen eindstand vastgesteld.

## Rijsnburgse Boys in de KNVB Beker
Dit schema laat de resultaten zien van Rijnsburgse Boys tegen profclubs in de KNVB Beker.
| Seizoen | Ronde       | Wedstrijd                              | Uitslag        |
| ------- | ----------- | -------------------------------------- | -------------- |
| 1982/83 | 1e ronde    | SBV Excelsior - Rijnsburgse Boys       | 2-0            |
| 1983/84 | 1e ronde    | Rijnsburgse Boys - Willem II           | 3-1            |
| 1983/84 | 2e ronde    | Roda JC Kerkrade - Rijnsburgse Boys    | 1-0            |
| 1984/85 | 2e ronde    | PSV - Rijnsburgse Boys                 | 11-0           |
| 1987/88 | 1e ronde    | Rijnsburgse Boys - Fortuna Sittard     | 1-7            |
| 1988/89 | 1e ronde    | Rijnsburgse Boys - SC Cambuur          | 3-2            |
| 1988/89 | 2e ronde    | Rijnsburgse Boys - Willem II           | 2-4            |
| 1989/90 | 1e ronde    | Rijnsburgse Boys - FC Wageningen       | 1-4            |
| 1990/91 | 1e ronde    | Rijnsburgse Boys - BV Veendam          | 3-2            |
| 1990/91 | tussenronde | Rijnsburgse Boys -Dordrecht '90        | 0-2            |
| 1999/00 | Groep 14    | Rijnsburgse Boys - HFC Haarlem         | 0-3            |
| 2000/01 | Groep 3     | Rijnsburgse Boys - Sparta Rotterdam    | 1-3            |
| 2000/01 | 2e ronde    | AZ Alkmaar - Rijnsburgse Boys          | 3-2            |
| 2002/03 | Groep 3     | Rijnsburgse Boys - Stormvogels Telstar | 0-3            |
| 2003/04 | 1e ronde    | Rijnsburgse Boys - Stormvogels Telstar | 0-1 n.v.       |
| 2004/05 | 1e ronde    | Rijnsburgse Boys - VVV-Venlo           | 1-2            |
| 2005/06 | 2e ronde    | Roda JC Kerkrade - Rijnsburgse Boys    | 4-0            |
| 2006/07 | 2e ronde    | Rijnsburgse Boys - Fortuna Sittard     | 1-0            |
| 2006/07 | 3e ronde    | FC Utrecht - Rijnsburgse Boys          | 5-0            |
| 2008/09 | 2e ronde    | Rijnsburgse Boys - RBC Roosendaal      | 2-1            |
| 2008/09 | 3e ronde    | NEC Nijmegen - Rijnsburgse Boys        | 1-0 n.v.       |
| 2009/10 | 2e ronde    | Rijnsburgse Boys - Go Ahead Eagles     | 1-4 n.v.       |
| 2010/11 | 4e ronde    | Vitesse - Rijnsburgse Boys             | 3-0            |
| 2012/13 | 2e ronde    | Rijnsburgse Boys - FC Volendam         | 1-0            |
| 2012/13 | 3e ronde    | Rijnsburgse Boys - FC Emmen            | 0-0 (7-6 n.s.) |
| 2012/13 | 8e finale   | Rijnsburgse Boys - PSV                 | 0-4            |
| 2013/14 | 2e ronde    | Rijnsburgse Boys - Roda JC Kerkrade    | 1-2            |
| 2014/15 | 2e ronde    | Rijnsburgse Boys - Sparta Rotterdam    | 0-3            |
| 2016/17 | 2e ronde    | Rijnsburgse Boys - Almere City FC      | 0-2            |
| 2017/18 | 1e ronde    | Rijnsburgse Boys - Heracles Almelo     | 0-2            |
| 2018/19 | 1e ronde    | Rijnsburgse Boys - TOP Oss             | 1-1 (4-5 n.s.) |
| 2019/20 | 1e ronde    | Rijnsburgse Boys - FC Eindhoven        | 0-4            |
| 2022/23 | 1e ronde    | Rijnsburgse Boys - De Graafschap       | 1-3            |
| 2023/24 | 1e ronde    | Rijnsburgse Boys - FC Groningen        | 0-1            |
| 2024/25 | 1e ronde    | Rijnsburgse Boys - Roda JC Kerkrade    | 3-1            |
| 2024/25 | 2e ronde    | Rijnsburgse Boys - FC Volendam         | 2-0            |
| 2024/25 | 8e finale   | Rijnsburgse Boys - Feyenoord           | 1-4            |

## Bekende (oud-)spelers/trainers
- Huug Aandewiel
- Ahmed Ali
- Masies Artien
- Djuric Ascencion
- Lesley Bakker
- Brayton Biekman
- Remon van Bochoven
- Jelle Bouma
- Rodney Cairo
- Michiel Hemmen
- Erwin Hermes
- Raily Ignacio
- Wilfred van Leeuwen
- Richal Leitoe
- Javier Martina
- Bennie van Noord
- Resham Sardar
- Henk Wisman